# 牛爾
牛爾（1967年2月8日—，本名：牛毓麟，人稱：牛爾老師）。臺北市立建國高級中學、私立臺北醫學院醫學技術學系畢業。為NARÜKO品牌創辦人。
他因於女性流行資訊節目《女人我最大》擔任講解來賓一炮而紅。現時也會為美容產品代言，而廣告除了在臺灣播放，亦有在香港的Roadshow及有線電視節目播出。
牛爾的母親從事化妝品業，因此他也受到影響。12歲就在廚房自製面膜。自醫技系畢業後投身美容界。从2003年开始从事化妆品研发工作。

## 出版品

### 著作
| 年份   | 書名                                    | 作者                              | 出版社   | ISBN               |
| ------ | --------------------------------------- | --------------------------------- | -------- | ------------------ |
| 2001年 | 《牛爾的愛美書(1)：天然面膜DIY》        | 牛爾                              | 時報文化 | ISBN 9789571334981 |
| 2002年 | 《牛爾的愛美書(2)：全面保養DIY》        | 牛爾                              | 時報文化 | ISBN 9571337943    |
| 2004年 | 《芳療聖經》，牛爾譯                    | 克莉西懷伍德（Chrissie Wildwood） | 商周     | ISBN 7702040262    |
| 2005年 | 《牛爾的愛美書：天然面膜DIY（升級版）》 | 牛爾                              | 時報文化 | ISBN 9571342580    |
| 2006年 | 《牛爾的美白書》                        | 牛爾                              | 時周文化 | ISBN 9789867586285 |
| 2010年 | 《牛爾18年：我的美麗之路》              | 牛爾                              | 時報文化 | ISBN 9789571351537 |
| 2011年 | 《牛爾愛美工作室：美麗自己來》          | 牛爾、柳燕、小布                  | 英特發   | ISBN 9789868276376 |